# Hugo-Damian Schönborn
Hugo-Damian Schönborn (* 22. September 1916 in Dolní Lukavice (Bezirk Plzeň Süd), Österreich-Ungarn; † 6. März 1979), geboren als Graf von Schönborn, war ein Maler adelig-böhmischer Herkunft aus der Familie der Grafen von Schönborn.

## Herkunft
Die Wahl seiner Vornamen nimmt Bezug auf zwei prominente Mitglieder der Familie, den Kardinal Damian Hugo Philipp von Schönborn-Buchheim (1676–1743), Fürstbischof des Bistums Speyer, sowie den kaiserlichen Geheimrat Graf Hugo Damian Erwein von Schönborn-Wiesentheid (1738–1817). Seine Eltern waren der Graf Maria Karl Johann Lothar Franz Aloys Andreas von Schönborn (* 28. November 1890; † 31. August 1952) und dessen erster Ehefrau der Gräfin Elisabeth von Nostitz-Rieneck (* 18. Mai 1890; † 19. März 1984). Seine Eltern ließen sich 1920 scheiden.

## Leben
Als Schönborn zur Wehrmacht eingezogen wurde, weigerte er sich, Offizier zu werden, wie bei Adligen damals üblich war, sondern diente als einfacher Gefreiter. Mitten im Krieg, 1942, lernte er bei einer Cocktailparty in Prag Eleonore Freiin von Doblhoff kennen und hielt bereits bei der dritten Begegnung um ihre Hand an. Nach der Heirat am 10. Mai 1942 musste Schönborn wieder an die Front, diesmal nach Russland. Die Desertion war schon damals beabsichtigt, so seine Frau viele Jahre später im Gespräch mit Christa Zöchling:

„Vom Tag unserer Heirat an hat mein Mann mir gesagt, dass er dies tun werde, wenn die Chance sich ergäbe, eine englische Truppe zu finden. Die Gründe für diese Haltung habe ich mit ihm geteilt: Wir waren schon damals überzeugt, dass Hitler ein Verbrecher war und dass es richtig sei und dass es das Gewissen gebiete, möglichst wenig für diesen Krieg zu tun. Hugo wollte deshalb auch nie deutscher Offizier werden. Er hat als Gefreiter in Stalingrad gekämpft, wurde verwundet und mit dem letzten Flugzeug ausgeflogen. Wie so viele, die in Stalingrad gewesen sind, blieb bei ihm als beherrschendes Gefühl zurück, dass dieser Krieg nicht nur sinnlos und verloren, sondern verbrecherisch sei. Er war in der sudetendeutschen, deutschnational gestimmten Gesellschaft mit solchen Ansichten ein Außenseiter. Im Oktober 1944 ist mein Mann in Belgien zusammen mit einem Flamen zu den Engländern übergelaufen.“

Der Ehe entstammen vier Kinder: Phillip (1943), Christoph (1945), später Erzbischof von Wien und Kardinal, Barbara (1947) und der spätere Schauspieler Michael (1954). Seine Ehefrau lebte in den letzten Kriegsjahren auf dem Schloss ihres Mannes, Burg Skalka nahe Leitmeritz, wo auch im Januar 1945 der zweite Sohn geboren wurde.
Im Jahr 1944 desertierte er in Belgien aus der deutschen Wehrmacht und schloss sich der britischen Armee an unter der Bedingung, dass er nicht mit der Waffe gegen seine ehemaligen Kameraden kämpfen müsse. Er wurde als Dolmetscher eingesetzt. Nach Kriegsende wurde die Familie aus der Tschechoslowakei vertrieben. Frau und Kinder kamen zuerst bei Verwandten in Breiteneich bei Horn unter und schließlich nach dem Winter 1945/1946 bei Eleonores ältester Schwester in Graz. Dort konnte Schönborn wieder zu seiner Familie gelangen. 1950 übersiedelte die Familie nach Schruns im vorarlbergischen Montafon. Eine Zeit lang befand sich Schönborn in Davos, um seine Tuberkulose auszuheilen. Kriegsdienstverweigerer und Deserteure, sowie deren Familien wurden damals in ganz Österreich nicht geachtet: „Bestimmte Leute im Ort haben uns nicht gegrüßt“, so Eleonore Schönborn, als das Gerücht umging, ihr Mann sei ein Wehrmachtsdeserteur.
1958 wurde die Ehe geschieden. In zweiter Ehe war er ab 1963 mit der Malerin und Lyrikerin Johanna Moser-Kohlmayr verheiratet. Schönborn soll in seinen letzten Lebensjahren zu seiner ersten Frau zurückgekehrt und von ihr bis zu seinem Tod gepflegt worden sein.
Schönborn ist in Schruns begraben.

## Werk
Als Maler steht Schönborn in der Tradition von Pablo Picasso, mit dem er die Leidenschaft für Stillleben, weibliche Akte und Abstrakte Malerei teilt. Eine Reihe seiner Werke gelangen regelmäßig auf Auktionen in Deutschland und in Österreich zum Verkauf.
Der Schrunser Arzt Johann Trippolt hat eine Ausstellung von Schönborns Gemälden in seiner MAP Kellergalerie eingerichtet.